# Fondo di sicurezza
Il fondo di sicurezza è un disegno, complicato e difficile da riprodurre, che viene inglobato nella matrice di stampa di carte valori pubbliche o private, come francobolli, carta moneta, assegni, titoli e simili, per rendere difficile la contraffazione.
In inglese, il termine utilizzato per questi disegni è engine turnings, mentre in francese è guilloché, dal nome del suo inventore Guillot.